# Neder-Hardinxveld
Neder-Hardinxveld est un village néerlandais, situé dans la commune de Hardinxveld-Giessendam, dans la province de la Hollande-Méridionale.